# Joseph Xu Zhixuan
Joseph Xu Zhixuan (* 1916 in der Provinz Sichuan, China; † 8. Dezember 2008 in Wanzhou, China) war katholischer Bischof von Wanzhou. Er wurde der romtreuen Untergrundkirche zugerechnet.

## Leben
Joseph Xu Zhixuan empfing 1949 die Priesterweihe. 1989 wurde er zum Koadjutor-Bischof im Bistum Wanxian, dem späteren Bistum Wanzhou im Stadtbezirk der regierungsunmittelbaren Stadt Chongqing, bestellt. Er war Direktor des Priesterseminars in Sichuan, wo er auch lehrte. Er engagierte sich in der Pastoralarbeit. Nach dem Tode des Bischofs von Wanzhou Matthias Duan Yinming im Jahre 2001 trat er seine Nachfolge an.
Papst Johannes Paul II. hatte Bischof Duan zusammen mit seinem Koadjutor Joseph Xu Zhixuan im Jahr 1998 zur Asien-Synode nach Rom eingeladen. Die Ausreise wurde jedoch von staatlichen chinesischen Stellen untersagt. Der Heilige Stuhl reservierte demonstrativ zwei Plätze für die chinesischen Bischöfe Xu und Duan. Ein Faxschreiben von Bischof Xu wurde bei der 2001 im Vatikan tagenden Weltbischofssynode unter dem Applaus der knapp 300 Synodalen von Synoden-Generalsekretär Jan Schotte verlesen.
Bischof Xu starb nach gesundheitlichen Problemen an multiplem Organversagen.